# Dorcadion multimaculatum
Dorcadion multimaculatum là một loài bọ cánh cứng trong họ Cerambycidae.